# 祇園・長須賀古墳群
祇園・長須賀古墳群（ぎおんながすがこふんぐん）は、千葉県木更津市の小櫃川下流域沖積平野を中心に、5世紀半ばから7世紀にかけて造営された古墳群である。

## 古墳群の概要
祇園・長須賀古墳群は木更津市の小櫃川下流域の沖積平野上にある、かつて砂丘であった微高地上を中心に築造された。小櫃川下流域には南北方向に4列の砂丘跡が確認されており、海岸から数えて2列目、3列目、4列目の砂丘跡に古墳が造営された。また4列目の砂丘跡が丘陵部に接続する付近や、太田山公園がある丘陵地帯にも古墳が確認されている。古墳群は5世紀半ばから7世紀にかけて造られ、小櫃川流域の首長であった馬来田国造が造営したものと考えられている。
木更津市街地が広がる平野部に築造された祇園・長須賀古墳群は、低湿地の埋め立て用に墳丘が削られ、さらに木更津市の都市化が古墳の消滅に拍車をかける結果となり、現在では消滅してしまった古墳も多い。そして金鈴塚古墳など、一部が残っている古墳もほぼ原型をとどめないほど改変を受けてしまっている。そのため現在、古墳群の全貌を知るのは困難である。

## 古墳群の名称について
祇園・長須賀古墳群については木更津古墳群、祇園古墳群などと呼ばれることもある。研究者の中から木更津市内の祇園地区と長須賀地区にある古墳を中心とした古墳群を表す祇園・長須賀古墳群という名称が提唱され、現在、多くの場合祇園・長須賀古墳群という名称が用いられている。

## 古墳群の歴史

### 古墳群の誕生
小櫃川流域では、古墳時代前期の4世紀より古墳の造営が確認できる。4世紀、小櫃川中流域に飯籠塚古墳など、墳丘長100メートル前後の前方後円墳の造営が見られ、そして同じ時期、小櫃川の河口付近でも墳丘長60メートルクラスの前方後円墳の築造がなされたと考えられている。4世紀、100メートル台の前方後円墳は房総半島では最大級の大きさであり、小櫃川流域の首長は早い時期から強い勢力を持っていたと考えられる。
祇園・長須賀古墳群で最初に造営がされた古墳は、高柳銚子塚古墳と考えられている。海岸から数えて2列目の砂丘跡にあたる微高地上にある高柳銚子塚古墳は、墳丘長推定130-150メートルになる前方後円墳で、5世紀の第二四半期頃に築造されたと考えられている。当時の上総では、隣接する内裏塚古墳群の内裏塚古墳と並ぶ大型古墳である。高柳銚子塚古墳の造営は、下流域の祇園・長須賀古墳群の首長がこれまで優位であった小櫃川中流域の首長を抑えたか、もしくは小櫃川中流域から下流域に本拠地を移転したことを示すと考えられており、いずれにしても祇園・長須賀古墳群を造営した小櫃川下流域の首長は、古墳の規模から見ても房総半島内でも有力な首長であったことがわかる。
高柳銚子塚古墳に続いて、4列目の砂丘跡に隣接する丘陵地に推定墳長100メートルの前方後円墳、祇園大塚山古墳が5世紀の第三四半期頃築造された。祇園大塚山古墳は1891年に発掘されており、金銅製の甲冑や銀製の耳飾、画文帯四仏四獣鏡などといった副葬品が出土した。

### 一時中断と古墳築造の再開
祇園大塚山古墳の後、6世紀半ばまでの数十年間、祇園・長須賀古墳群では目だった古墳の造営は見られない。これは内裏塚古墳群など、上総や下総にある他の古墳群でも見られる現象である。5世紀末から6世紀にかけて古墳の築造が低調化するのは大王陵などでも確認できる全国的な現象であり、当時のヤマト王権内の混乱が影響した可能性が指摘されている。
6世紀の半ばになると祇園・長須賀古墳群では古墳の築造が復活する。まず2列目の砂丘跡に墳丘長90-100メートル前後と推定される酒盛塚古墳が造営された。祇園・長須賀古墳群では酒盛塚古墳までに築造された前方後円墳からは埴輪が検出されている。

### 最盛期
6世紀後半～末にはまず墳丘長約80メートルの前方後円墳、稲荷森（とうかんもり）古墳が造営された。稲荷森古墳からは埴輪が検出されておらず、前方後円墳終末期の古墳であることがわかる。稲荷森古墳と同じ頃には、円墳とされる鶴巻塚古墳が祇園大塚山古墳の近くに造営された。
6世紀末から7世紀初頭には、墳丘長約100メートルの前方後円墳である金鈴塚古墳が2列目の砂丘跡に造営される。同じ頃、3列目の砂丘跡に墳丘長約70メートルの丸山古墳が造営される。金鈴塚古墳と丸山古墳が祇園・長須賀古墳群最後の前方後円墳とされている。
金鈴塚古墳からは1950年の発掘で、未盗掘であった横穴式石室から、古墳の名の由来ともなった金製の鈴や、21本と推定される飾大刀、金銅製の飾履などの豪華な遺物が大量に発見され、金鈴塚古墳に葬られた首長の力の大きさを知ることができる。また金鈴塚古墳の石室には、内裏塚古墳群を造営した首長の勢力範囲である富津市の海岸で採れる砂岩が用いられており、金鈴塚古墳の石室内に安置された石棺は、埼玉県長瀞渓谷付近の緑泥片岩が用いられていることから、関東各地の有力首長の間に交流があったこともわかる。
また6世紀後半、造営の最盛期を迎えた祇園・長須賀古墳群では、まず金鈴塚古墳に代表される大型の前方後円墳があって、続いて丸山古墳などの中型の前方後円墳、そしてその下のクラスの古墳が同じ時期に造営されるといった、古墳群内に階層が見られる。同じ時期、小櫃川の中上流域でも中小の古墳を中心とした古墳群の造営が見られ、金鈴塚古墳の被葬者など祇園・長須賀古墳群の頂点に立つ首長は、小櫃川流域全体を統合する首長であったと考えられる。
　
金鈴塚古墳の被葬者が複数であることは当初から知られていたが、出土地点及び出土している歯の検討から少なくとも４人であることが明らかとなっている。

### 前方後円墳の築造の終了と方墳の築造
金鈴塚古墳と丸山古墳を最後に祇園・長須賀古墳群では前方後円墳の築造は終了し、続いて7世紀初頭から前半頃、金鈴塚古墳の南側に一辺約44メートルの方墳である松面古墳が造営された。松面古墳は二重の周溝を持ち、周溝の外周は一辺80～85メートルに達する大型の方墳であった。同じ時期、龍角寺岩屋古墳、駄ノ塚古墳、内裏塚古墳群でも割見塚古墳といった規模の大きい方墳が房総各地で造営されている。松面古墳から発掘された須恵器などの副葬品の内容から、松面古墳は駄ノ塚古墳と同時期ないしはやや先行する、7世紀前半の中でも早い時期に造営されたと考えられている。また出土品の内容から、金鈴塚古墳とともに松面古墳もかなり長期間にわたって追葬が行われた可能性が高いとされる。
松面古墳の築造後、祇園・長須賀古墳群で築造された古墳についてははっきりしない。明治時代に出土したと伝えられる出土品の内容から、祇園・長須賀古墳群の中でも主要な古墳の一つであった可能性が高いとされる塚の越古墳が、松面古墳に続く方墳であった可能性が指摘されている。また、稲荷塚古墳を前方後円墳築造終了後に造られたとする説もある。

### 古墳群の終焉と寺院建立
祇園・長須賀古墳群では、松面古墳の後に続く古墳の存在ははっきりしない。木更津市の都市化などで古墳が消滅してしまった可能性もあるが、古墳群最後の前方後円墳である金鈴塚古墳とそれに続く方墳の松面古墳は、長期間に渡って追葬が行われたらしいことから、祇園・長須賀古墳群は隣の内裏塚古墳群などよりも早い時期に古墳の築造が終了した可能性もある。
7世紀後半には、祇園・長須賀古墳群の東約1.5キロのところに、上総大寺廃寺が建立されたと考えられている。上総大寺廃寺の建立は房総半島では龍角寺と並んで古いと考えられており、龍角寺古墳群との関連性が指摘されている龍角寺とともに、上総大寺廃寺の建立も祇園・長須賀古墳群を造営した首長との関連があるのではないかと考えられている。

## 祇園・長須賀古墳群の特徴
祇園・長須賀古墳群は多くの古墳が木更津市街地にあって、早い時期から都市化の影響を強く受けたためにすでに消滅してしまった古墳も多いと推定され、残っている古墳も原型を留めていない。そのため古墳群の状況を把握するのは困難である。
祇園・長須賀古墳群は、三浦半島から房総半島へ向かう海のルートの房総側の窓口に位置しており、当時の交通の要衝を占めていたことから勢力を強めたと考えられる馬来田国造を葬ったものと考えられている。
祇園・長須賀古墳群で一番早い時期、5世紀の第二四半期に造られた高柳銚子塚古墳は当時の房総半島内最大級の古墳であり、祇園・長須賀古墳群を造営した首長の力が当初から強大であったことがわかる。しかしその後5世紀末から6世紀にかけて古墳の造営が止まる。これは隣接する内裏塚古墳群でも見られる現象であり、倭王武と考えられる雄略天皇没後のヤマト王権混乱の影響を受けたとの説がある。
6世紀半ばから7世紀初頭にかけて、祇園・長須賀古墳群では盛んに古墳が造営される。これは内裏塚古墳群や龍角寺古墳群など、房総各地の古墳群でも見られる現象である。これは丘陵地帯で各河川の流域が区切られたために地域独自の首長が生まれやすかったという房総半島の地理的な条件が影響したと考えられ、房総半島内の各首長は独自性を強く保ったまま畿内のヤマト王権との関係を深め、武蔵や上野などのようなある程度の広さを持つ地域を統合する首長が現れなかった。
この時期、古墳群内では金鈴塚古墳のような盟主墳の下に中型の前方後円墳、さらには小型の古墳が同一の時期に造営されたと考えられる。また祇園・長須賀古墳群の盟主墳の被葬者は、同時期に小櫃川中上流域の中小の古墳を造営していた首長の上にも立っていたと見られており、祇園・長須賀古墳群の頂点に君臨していたと考えられる馬来田国造は、小櫃川流域の中小首長を統制するようになったことが想定される。
また金鈴塚古墳などの祇園・長須賀古墳群の盟主墳は、古墳の規模や豊富な副葬品の内容から見て埼玉古墳群などの古墳と並び、関東地方でも有力な古墳であると評価できる。これは6世紀半ば以降のヤマト王権の権威強化とともに、ヤマト王権と結びついた祇園・長須賀古墳群を造営した首長の実力が強大化したものと考えられる。また金鈴塚古墳の石室や石棺に用いられた石材が、関東地方の他の有力首長の勢力範囲から持ち込まれたということから、祇園・長須賀古墳群を造営した首長は関東各地の有力首長との連携も図っていたことが想定される。こうした関東地方の有力首長同士の交流まで当時のヤマト王権が関与していたとは考えにくく、祇園・長須賀古墳群を造営した首長はヤマト王権内の地位を高めるばかりではなく、独自の動きも見せていた。
7世紀以降の祇園・長須賀古墳群については不明な点も多いが、関東地方の他の有力古墳群で見られるように、大型方墳の築造がなされたことは確実である。7世紀後半には祇園・長須賀古墳群近隣に上総大寺廃寺が造られ、古墳群を造営した首長との関連性が指摘されており、これは首長の権威の象徴が古墳から寺院へと移り変わったことを示している。

## 主な古墳
- 高柳銚子塚古墳 - 墳丘長130－150メートル、5世紀第二四半期に築造されたと推定される前方後円墳。
- 祇園大塚山古墳 - 推定墳丘長100メートルの前方後円墳。築造推定時期は5世紀の第三四半期。
- 酒盛塚古墳 - 推定墳丘長90-100メートルの前方後円墳。6世紀半ば頃築造と推定される。
- 稲荷森古墳 - 推定墳丘長80メートルの前方後円墳。6世紀後半～末の築造と推定される。
- 鶴巻塚古墳 - 円墳とされているが、前方後円墳説や方墳説も浮上している[26]。稲荷森古墳と同じ時期の造営と見る説と、松面古墳と同時期の7世紀前半になるとの説がある。
- 金鈴塚古墳 - 推定墳丘長100メートルの前方後円墳。6世紀末～7世紀初頭の造営。残存している墳丘は千葉県の史跡、出土品と石棺は重要文化財に指定されている。
- 丸山古墳 - 墳丘長推定70メートルの前方後円墳。金鈴塚古墳と同時期の造営と考えられている。
- 松面古墳 - 一辺約44メートル。周濠部を入れると一辺80メートルを越える大型の方墳。7世紀初頭～前半の造営。
- 塚の越古墳 - 円墳説が有力であるが、正確な墳形不明。出土遺物から見て当古墳群内の有力古墳であった可能性が高い。